# Trevor Meredith
Trevor George Meredith (født 25. december 1936 i Stottesdon, England) er en engelsk tidligere fodboldspiller (wing).
Meredith startede sin karriere hos Burnley, som han repræsenterede frem til 1964. Her var han med til at vinde det engelske mesterskab i 1960. Resten af sin karriere tilbragte han hos Shrewsbury Town, som han spillede mere end 200 ligakampe for inden sit karrierestop i 1972.

## Titler
Engelsk mesterskab
- 1960 med Burnley